# Abramo Basevi
Pour les articles homonymes, voir Basevi (homonymie).
Abramo Basevi, né le 29 novembre 1818 à Livourne et mort le 25 novembre 1885 à Florence, est un compositeur italien.

## Biographie
Abramo Basevi étudie la musique avec Pietro Romani tout en faisant des études de médecine à l'Université de Pise. Il fonde la revue Harmonica de 1856 à 1859, puis le journal Boccherini de 1862 à 1882 dont il est rédacteur en chef. Il publie Studio sulle opere di G. Verdi (1859), Studi sul armonia (1865) et Compendio della storia della musica (1866). Ses opéras n'ont guère connu de succès.

## Œuvres musicales

### Opéras
- Romilda ed Ezzelino (Florence, 11 août 1840)
- Enrico Odoardo (Florence, 1847)

## Œuvres littéraires
- Studio sulle opere di G. Verdi (1859)
- Studi sul armonia (1865)
- Compendio della storia della musica (1866)